# Карбонатитові родовища
Карбонатитові родовища - це родовища, які просторово і генетично пов'язані з великими скупченнями ендогенних карбонатитів (кальцію, магнію, заліза) у складі багатофазних, центрального типу інтрузивів ультраосновного-лужного складу.  
Специфічні риси їхньої будови повною мірою визначені елементами симетрії центрально-осьового типу: поширені концентрично-зональні штокоподібні інтрузиви, лополітоподібні масиви, складніші комбіновані ансамблі інтрузивних тіл, що супроводжуються системою дугоподібних та радіальних дайок. 
Чотирьох етапний режим встановлення: 
- ранній гіпербазитовий (дуніти, передотити, піроксеніти);

- лужно-габроїдний (уртити, йоліти, лерцоліти);

- суто лужний (монцоніт-сієнітовий);

- власне карбонаттитовий з подальшим розвитком лужних порід жильної серії.

## Рудноформаційні типи родовищ
1. Пірохлоритові, інколи ураноносні карбонатити, що поширені в Канаді, Бразилії (Баррейдо, Аракша), країнах Південної Африки та мають великі запаси руд ніобію і танталу.
2. Бастнезит-паризит-монацитові карбонатити відомі у США (Маунтін-Пасс), Канаді, Африці що є важливими постачальниками рідкісних земель, особливо церієвої групи.
3. Перовськіт-титаномагнетитові руди, що пов'язані з гіпербазитами карбонатитоносних комплесів США, пд. Африки, Кольського півострова. Дуніти з розсіяною вкрапленістю самородної платини (Кондьорський масив) є джерелом відомих розсипів цього мінералу.